# Život milostnice Oharu
Život milostnice Oharu (japonsky: 西鶴一代女, Saikaku Ičidai Onna, anglicky: The Life of Oharu) je japonský černobílý film, který natočil v roce 1952 Kendži Mizoguči.
Film byl natočen na námět románu, který napsal Ihara Saikaku.
Film spadá do kategorie děl public domain, protože všechny filmy vyrobené v Japonsku před rokem 1953 byly uváděny jako public domain.

## Hrají
- Kinujo Tanaka jako dáma Oharu
- Cukie Macuura jako Tomo, matka Oharu
- Ičiró Sugai jako Šinzaemon, otec Oharu
- Toširó Mifune jako páže Kacunosune
- Takaši Šimura jako starý muž
- Tošiaki Konoe jako Lord Harutaka Macudaira
- Kijoko Cuji jako Landlady
- Hisako Jamane jako dáma Macudaira
- Jukiči Uno jako Jakiči Ogija
- Eitaró Šindó jako Kahe Sasaja
- Akira Oizumi jako Fumikiči, přítel Sasaji
- Kjóko Kusadžima jako Sodegaki
- Masao Šimizu jako Kikuodži
- Daisuke Kató jako Tasaburo Hišija
- Toranosuke Ogawa jako Jošioka
- Hiroši Oizumi jako nanažer Bunkiči
- Harujo Ičikawa jako dvorní dáma Iwabaši
- Juriko Hamada jako Ocubone Jošioka
- Noriko Sengoku jako dvorní dáma Sakurai
- Sadako Sawamura jako Owasa
- Masao Mišima jako Taisaburo Hišija
- Eidžiró Janagi jako padělatel
- Čieko Higašijama jako stará jeptiška Mjokai
- Benkei Šiganoja jako Jihei